# Оксалат марганца
Оксалат марганца — химическое соединение,
соль марганца и щавелевой кислоты с формулой MnC2O4,
светло-розовые кристаллы,
не растворяется в воде,
образует кристаллогидраты.

## Получение
- Обменная реакция между оксалатом натрия и хлоридом марганца:

{\displaystyle {\mathsf {MnCl_{2}+Na_{2}C_{2}O_{4}+2H_{2}O\ {\xrightarrow {}}\ MnC_{2}O_{4}\cdot 2H_{2}O\downarrow +2NaCl}}}

## Физические свойства
Оксалат марганца образует светло-розовые кристаллы.
Не растворяется в воде, р ПР = 6.8.
Образует кристаллогидраты состава MnC2O4•n H2O, где n = 2 и 3.
Кристаллогидрат состава MnC2O4•2H2O — светло-розовые кристаллы
ромбической сингонии,
пространственная группа P 212121,
параметры ячейки a = 0,6262 нм, b = 1,3585 нм, c = 0,6091 нм, Z = 4,
плавится в собственной кристаллизационной воде при 100°С.

## Химические свойства
- Разлагается при нагревании:

{\displaystyle {\mathsf {MnC_{2}O_{4}\ {\xrightarrow {215^{o}C}}\ MnO+CO\uparrow +CO_{2}\uparrow }}}

## Применение
- Используется как вспомогательный сиккатив.